# Doyens de l'univers
Les Doyens de l'univers (« Elders of the Universe » en VO) est le nom d'un groupe d'entités extraterrestres de fiction évoluant dans l'univers Marvel de la maison d'édition Marvel Comics. Si les membres apparaissent séparément dans différentes séries à partir du comic book Avengers (vol. 1) #28 en octobre 1966, le scénariste Roy Thomas et le dessinateur John Buscema créent le groupe dans Avengers (vol. 1) #69 en octobre 1969.
À la différence d'autres entités primordiales évoluant dans cet univers, les Doyens ne sont pas considérés comme des entités cosmiques, bien que leurs pouvoirs soient comparables à certaines entités ayant ce statut comme Galactus, l’Étranger ou les Gardiens.

## Biographie du groupe
Les Doyens sont les derniers survivants de leur race extraterrestre respectives ayant prospéré avant le Big Bang. Tous les Doyens ont trouvé individuellement un moyen d'obtenir une immortalité virtuelle et ont acquis une maîtrise de la technologie suffisante pour leur permettre de quitter leur monde natal. Chacun d’entre eux a survécu à la destruction de sa civilisation, mais aussi de sa galaxie et a continué à vivre alors que de nouvelles galaxies comme la notre, la Voie lactée, se développaient.
Immortels, les Doyens ont tous leurs propres obsessions, une façon pour eux de tenir face à l'éternité. Ils sont indépendants les uns des autres et ne se rencontrent que pour accomplir certains plans communs. Les héros de la Terre les ont rencontrés à plusieurs reprises, comme alliés ou comme adversaires.
Les Doyens ne sont pas des entités cosmiques à proprement parler, même si certains d'entre eux ont accès à une technologie ou à un don cosmique similaire au Pouvoir cosmique tel que décrit dans l'univers Marvel. On ne connaît pas leur nombre exact, mais selon Eon, ils seraient un millier.
Certains Doyens possédaient les Gemmes du pouvoir (appelées ensuite Gemmes de l'infini), jusqu’à ce que le Titan Thanos les leur vole.
Dans l'histoire Le Tournoi des champions (en) l'un des Doyens, le Grand maître, joua contre la Mort pour obtenir la résurrection de son frère le Collectionneur et gagna. Il accepta de payer le prix et mourut en contrepartie de la résurrection du Collectionneur. Quelques années plus tard, il prit le contrôle du royaume des morts mais fut stoppé par les Vengeurs. La Mort, en colère, refusa ensuite l'accès de son monde aux Doyens, les rendant, de manière détournée, immortels (ce qui était le but véritable du Grand maître, un comploteur de génie).
Plus tard, les Doyens découvrirent que si Galactus était tué, il n'y aurait plus d'équilibre entre la vie et la mort, ce qui provoquerait le Big Crunch. Immortels, ils pensaient qu'eux seuls pourraient survivre à la fin de l'univers, devenant alors des sortes de Galactus. Mais leur plan échoua, grâce au Surfer d'argent.

## Liste des Doyens
Avec éventuellement leur nom véritable, suivi de leur domaine de prédilection (obsession). Cette liste n'est pas exhaustive.
- L'Architecte (The Architect) : la construction.
- L'Astronome (The Astronomer), pseudonyme de Seginn Gallio : l'étude de l'univers[a].
- The Caregiver (en), pseudonyme de Rubana Lagenris Quormo : la guérison et l'aide des êtres cosmiques[b].
- Le Challenger (The Challenger), ancien Grand Maître : les jeux de stratégie.
- Le Champion (en) (Champion of the Universe), pseudonyme de Tryco Slatterus : la compétition physique[c].
- Le Collectionneur (The Collector), pseudonyme de Taneleer Tivan : la collection d'êtres vivants[d].
- Lady Carina Korvac ou Carina Tivan, fille de Taneleer Tivan et épouse de Michael Korvac.
- Le Contemplateur (The Contemplator), pseudonyme de Tath Ki : l'étude de l'existence[e].
- Le Coureur (en) (The Runner), pseudonyme de Gilpetperdon : le voyage dans l'espace[f].
- L'Explorateur (en) (The Explorer), pseudonyme de Zamanathan Rambunazeth : l'exploration et la découverte.
- Le Grand maître (The Grandmaster), pseudonyme de En Dwi Gast : les jeux de stratégie.
- Le Jardinier (The Gardener), pseudonyme de Ord Zyonuz : la botanique[g].
- The Judicator.
- Le Marchand (en) (The Trader), pseudonyme de Cort Zo Tinnus : le négoce[a].
- L'Oblitérateur (en) (The Obliterator), pseudonyme de Maht Pacle : la chasse.
- Père Temps (Father Time) : le souvenir des choses importantes.
- Le Possesseur (en) (The Possessor), pseudonyme de Kamo Tharnn : la connaissance[h].
- Ego, la planète vivante (Ego the Living Planet) : la recherche d'autres formes de vie comme la sienne[i] (ancien associé des Doyens, du fait de son obsession).

## Pouvoirs et capacités
Chaque Doyen de l'univers possède une fraction de ce qui est appelé le « Pouvoir Primordial » (Power Primordial), des restes des énergies primordiales du Big Bang qui imprègnent encore l'univers. Le Pouvoir Primordial peut être utilisé pour produire une large gamme d'effets, comme l'augmentation des attributs physiques (force, résistance, durabilité, vitesse, etc.), la restructuration ou la manipulation moléculaire, la création de champs de force, la téléportation et de nombreuses autres capacités.
Du fait des machinations du Grand maître contre la Mort, les Doyens de l'univers ne peuvent actuellement pas mourir de vieillesse ou de maladie et guérissent de toutes blessures.

## Doyens

### L'Astronome
Seginn Gallio, alias l'Astronome (The Astronomer) est un personnage de fiction créé par le scénariste Steve Englehart et le dessinateur Marshall Rogers qui apparaît pour la première fois dans le comic book Silver Surfer (vol. 3) #4 en octobre 1987.

#### Origines
L'Astronome est un extraterrestre faisant partie des Doyens de l'univers, un collectif rassemblant les uniques survivants de races ayant existé juste après le Big Bang, donc les plus anciens êtres de l'univers. On pense qu'il a vécu plus de 5,5 milliards d'années.
Seginn Gallio a voué sa vie éternelle à chroniquer la lente évolution des étoiles et des galaxies. Il a depuis longtemps perdu son intérêt pour les autres formes de vie intelligente, hormis ses lointains cousins comme le Collectionneur et le Grand maître, avec qui il tenta d'affronter Galactus. La mort du Dévoreur de planètes aurait, selon lui, permis aux Doyens de régner sur un nouvel univers.
Les Doyens réunirent six pierres magiques, les Gemmes du Pouvoir (connues dorénavant comme les Gemmes de l'infini). Grâce à elles, ils forcèrent Galactus à donner sa propre essence à six planètes. Galactus commença à mourir quand intervint le Surfer d'Argent. Nova (Frankie Raye) transforma le soleil du système en nova, ce qui créa un trou noir qui aspira l'Astronome, le Marchand et le Possesseur.
On ne sait pas si l'Astronome a survécu à ce voyage.

#### Pouvoirs et capacités
Comme les autres Doyens de l'univers, l'Astronome dispose du Pouvoir primordial, qui lui permet d’être en vie depuis plusieurs milliards d’années. Sa puissance est colossale sur certains plans ; cependant, il ne possède pas de force surhumaine, son corps ayant une musculature similaire à celle d'un être humain. Il possède par contre une intelligence surhumaine et d’immenses connaissances en astronomie.
- Grâce à un pari remporté par le Grand maître contre la Mort, l'Astronome est immortel. Il ne peut ni mourir de blessures ou d'une quelconque attaque.
- Il peut émettre des rafales d'énergie de ses mains, mais ne s'en sert que pour mesurer les distances entre les planètes. Il est cependant capable d’employer ces rayons à des fins destructrices.
- Sa vision, augmentée technologiquement, lui permet de voir les planètes éloignées comme si son œil était un télescope. Par ailleurs, il dispose d'une technologie extrêmement avancée.